# ティエリー・マビカ
ティエリー・マビカ（Thierry Mabicka、 1976年1月24日 - ）は、ガボンの出身の車いす陸上競技選手。
2008年に開催された北京パラリンピックに参加し、開会式ではガボン選手団の旗手を務めた。競技では陸上競技・男子800mT54に出場したが、彼は貧しかったために競技用の車いすを買うことができずに、一人だけバスケットボール用の車いすで競技に参加した。しかし、競技用の車いすにかなうはずもなく大きく引き離されたところで、競技用の車いすと異なりゆるやかに曲がるのが難しかったために他のレーンに侵入してしまい、失格扱いとなった。失格後も彼はコース内にとどまっていたところ2週目に入った中国の張立新や日本の小谷謙二と衝突した。
数日後に彼は、代わりに槍投げ競技に参加したものの、他の選手が30m台を出すなかで11.72mの記録に終わった。